# Meine Ehre heißt Treue
Meine Ehre heißt Treue (на немски: „Моята чест се нарича вярност“) е девизът на СС.
Изразът е популярна перифраза на обръщението на Курт Далюге към Адолф Хитлер като фюрер от 1931 г., като отговор на призива на Хитлер към Далюге – „Есесовец, твоята чест се нарича вярност“ (SS-Mann, deine Ehre heißt Treue).
Изразът става популярен в Германия в началото на XX век и е препратка към средновековната клетва на васала към сюзерена. През 1903 г. Феликс Дан пише:
| „                                       | Auch der Gasinde hat seine Ehre – sie heißt die Treue | “ |
| И васала има чест – тя се казва вярност |                                                       |   |